# Andrzej Kulesza
Andrzej Kulesza (ur. 10 września 1910 w Kownie, zm. 24 sierpnia 1977 w Łodzi) – polski trener koszykówki pracujący w klubie ŁKS Łódź, z którym zdobył tytuł mistrza Polski (1953), w 1954 trener polskiej kadry seniorów.
Wychowany w Wilnie, po II wojnie światowej zamieszkał w Łodzi. W pierwszym sezonie polskiej ligi koszykarskiej 1947/1948 poprowadził zespół YMCA Łódź do mistrzostwa Polski seniorów. W kolejnym (1948/1949) zajął z tą drużyną drugie miejsce. Następnie w latach 1949-1961 był trenerem męskiej drużyny ŁKS Łódź, z którą sięgnął po mistrzostwo Polski (1953), a w 1961 spadł z I ligi. Po tej ostatniej porażce zrezygnował z prowadzenia łódzkiego zespołu, ale doradzał nowemu trenerowi Bogdanowi Kuligowskiemu i w kolejnym sezonie ŁKS powrócił do najwyższej klasy rozgrywek. W latach 1949–1950 trenował również żeńska drużynę ŁKS występującą w ówczesnej A-klasie. W 1954 został trenerem męskiej reprezentacji Polski, ale nie prowadził tej drużyny w żadnym mistrzowskim turnieju i w 1955 zastąpił go Władysław Maleszewski. Zmarł w hali ŁKS w Łodzi.